# عبدالرحمان ابولیکمو
عبدالرحمان ابولیکمو (انگلیسی: Abudureheman Abulikemu; ۱ ژوئن ۱۹۷۸ – ۲۱ ژانویهٔ ۲۰۱۵) بوکسور اهل چین بود.